# Nguyễn Thị Lệ Thủy
Nguyễn Thị Lệ Thủy (sinh ngày 31 tháng 1 năm 1968) là một nữ chính trị gia người Việt Nam. Bà hiện là đại biểu quốc hội Việt Nam khóa XIV nhiệm kì 2016-2021, thuộc đoàn đại biểu quốc hội tỉnh Bến Tre, Phó Trưởng Đoàn chuyên trách Đoàn đại biểu Quốc hội tỉnh Bến Tre, Ủy viên Thường trực Ủy ban Khoa học, Công nghệ và Môi trường của Quốc hội. Bà lần đầu trúng cử đại biểu Quốc hội năm 2016 ở đơn vị bầu cử số 3, tỉnh Bến Tre gồm các huyện: Thạnh Phú, Chợ Lách, Mỏ Cày Nam và Mỏ Cày Bắc.

## Xuất thân
Nguyễn Thị Lệ Thủy sinh ngày 31 tháng 1 năm 1968 quê quán ở xã Thành An, huyện Mỏ Cày Bắc, tỉnh Bến Tre. 
Bà hiện cư trú ở Số 242 C1, khu phố 6, phường Phú Khương, thành phố Bến Tre, tỉnh Bến Tre.

## Giáo dục
- Giáo dục phổ thông: 12/12
- Đại học chuyên ngành Nuôi trồng thủy sản
- Thạc sĩ Quản lý và Bảo tồn gen thực vật
- Cao cấp lí luận chính trị

## Sự nghiệp
Bà gia nhập Đảng Cộng sản Việt Nam vào ngày 15/3/1999.
Năm 2007, Bà Nguyễn Thị Lệ Thủy là Giám đốc Trung tâm thực nghiệm Đồng Gò (Bến Tre) thuộc Viện Nghiên cứu dầu thực vật-tinh dầu hương liệu mỹ phẩm của Bộ Công nghiệp.
Năm 2008 - 2012, Phó Giám đốc rồi Giám đốc Sở Khoa học Công nghệ tỉnh Bến Tre.
Năm 2013, Tỉnh ủy viên, Giám đốc Trung tâm Xúc tiến Đầu tư tỉnh Bến Tre trực thuộc Ủy ban nhân dân tỉnh.
Khi lần đầu ứng cử đại biểu Quốc hội Việt Nam khóa 14 vào tháng 5 năm 2016 bà đang là Tỉnh ủy viên, Giám đốc Trung tâm Xúc tiến Đầu tư tỉnh Bến Tre, làm việc ở Trung tâm Xúc tiến Đầu tư tỉnh Bến Tre. Bà đã trúng cử đại biểu quốc hội năm 2016 ở đơn vị bầu cử số 3, tỉnh Bến Tre gồm các huyện: Thạnh Phú, Chợ Lách, Mỏ Cày Nam và Mỏ Cày Bắc, được 237.111 phiếu, đạt tỷ lệ 61,54% số phiếu hợp lệ. Bà tiếp tục làm Tỉnh ủy viên, Phó Trưởng Đoàn chuyên trách Đoàn đại biểu Quốc hội tỉnh Bến Tre, Ủy viên Ủy ban Khoa học, Công nghệ và Môi trường của Quốc hội (Đại biểu chuyên trách: Địa phương).
Ngày 10 tháng 8 năm 2018, bà được Ủy ban thường vụ Quốc hội Việt Nam khóa 14 điều động về làm Ủy viên Thường trực, Ủy ban Khoa học, Công nghệ và Môi trường của Quốc hội.
Ngày 23 tháng 7 năm 2021, Bà được phê chuẩn giữ chức Phó Chủ nhiệm Ủy ban Khoa học, Công nghệ và Môi trường của Quốc hội.